# Hubble Extreme Deep Field

Hubble Extreme Deep Field

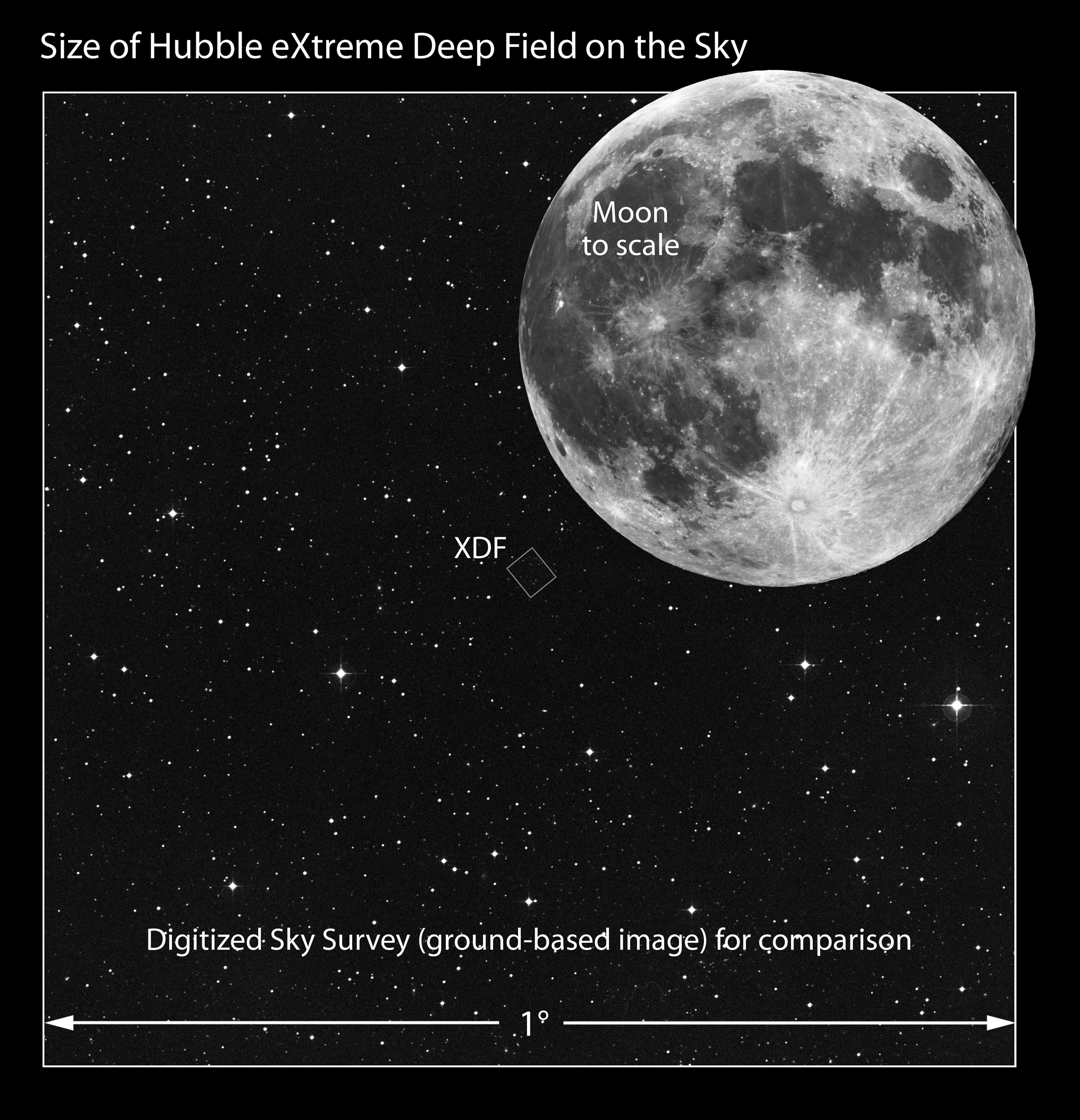
Größe des Hubble Extreme Deep Field (XDF in Bildmitte) in einem 1°-Feld im Vergleich zum (einkopierten) Vollmond

Das Hubble Extreme Deep Field (XDF) ist ein Bild einer kleinen südlichen Himmelsregion, das entstand, indem Aufnahmen des Hubble-Weltraumteleskops aus dem Zentrum des Hubble Ultra Deep Field (HUDF) über einen Zeitraum von zehn Jahren zusammengefügt wurden. Es umfasst Aufnahmen von insgesamt 50 Tagen und einer Gesamtbelichtungszeit von zwei Millionen Sekunden (ca. 23 Tage). Das Bild entstand aus 2000 Einzelbelichtungen, die von Hubbles „Advanced Camera for Surveys“ (ACS) und der „Wide Field Camera 3“ aufgenommen wurden. Es wurde am 25. September 2012 veröffentlicht und löste das HUDF als bis dahin tiefstes Bild des Universums, das jemals im Bereich des sichtbaren Lichts aufgenommen wurde, ab. Das XDF enthält mit rund 5500 Galaxien etwas mehr als die Hälfte der Anzahl an Galaxien des HUDF, bei einem mit 2,3 Bogenminuten × 2,0 Bogenminuten scheinbarer Größe flächenmäßig rund halb so großen Ausschnitt. Die Lichtlaufzeit von einigen auf dem Bild zu sehenden Galaxien bis zur Erde beträgt 13,2 Milliarden Jahre, die frühesten auf dem Bild gezeigten Galaxien sind in einem Stadium lediglich 450 Millionen Jahre nach dem Urknall zu sehen.
Das Hubble Extreme Deep Field steht in der Tradition des Hubble Deep Field, des Hubble Deep Field South und des Hubble Ultra Deep Field.